# NGC 3445
NGC 3445 је спирална галаксија у сазвежђу Велики медвед која се налази на NGC листи објеката дубоког неба.
Деклинација објекта је + 56° 59' 24" а ректасцензија 10h 54m 35,8s. Привидна величина (магнитуда) објекта NGC 3445 износи 12,3 а фотографска магнитуда 12,9. Налази се на удаљености од 32,4000 милиона парсека од Сунца. NGC 3445 је још познат и под ознакама UGC 6021, MCG 10-16-23, CGCG 291-11, IRAS 10515+5715, VV 14, ARP 24, KCPG 256A, PGC 32772.